# Grand Theft Auto Advance
Grand Theft Auto Advance är titeln på ett spel utvecklat av Digital Eclipse och publicerat av Rockstar Games den 25 oktober 2004. Spelet är avsett att användas tillsammans med en Game Boy Advance. Spelet utspelar sig i den fiktiva staden Liberty City.